# Niederdeutsche Studien
Niederdeutsche Studien ist eine Schriftreihe der „Kommission für Mundart- und Namenforschung Westfalens“ in der Trägerschaft des Landschaftsverbands Westfalen-Lippe. In der 1954 durch William Foerste gegründeten Buchreihe erscheinen vorwiegend Dissertationen aus dem Bereich der niederdeutschen Sprach- und Literaturwissenschaft. Aktueller Herausgeber ist Jürgen Macha, verlegt wird die Reihe durch den Böhlau Verlag.